# The Inexperienced Angler
The Inexperienced Angler è un cortometraggio muto del 1909 diretto da Frank Wilson.

## Trama
I problemi cui va incontro un pescatore inesperto che usa molto goffamente l'attrezzatura da pesca.

## Produzione
Il film fu prodotto dalla Hepworth.

## Distribuzione
Distribuito dalla Hepworth, il film - un cortometraggio di cui non si conosce la lunghezza - uscì nelle sale cinematografiche britanniche nel giugno 1909. L'Empire Film Company lo distribuì negli Stati Uniti nel luglio dello stesso anno.
Si conoscono pochi dati del film che, prodotto dalla Hepworth, fu distrutto nel 1924 dallo stesso produttore, Cecil M. Hepworth. Fallito, in gravissime difficoltà finanziarie, il produttore pensò in questo modo di poter almeno recuperare il nitrato d'argento della pellicola.